# Cloverleaf
Cloverleaf es un lugar designado por el censo ubicado en el condado de Harris en el estado estadounidense de Texas. En el Censo de 2010 tenía una población de 22.942 habitantes y una densidad poblacional de 2.668,86 personas por km².

## Geografía
Cloverleaf se encuentra ubicado en las coordenadas 29°47′16″N 95°10′23″O / 29.78778, -95.17306. Según la Oficina del Censo de los Estados Unidos, Cloverleaf tiene una superficie total de 8.6 km², de la cual 8.59 km² corresponden a tierra firme y (0.03%) 0 km² es agua.

## Demografía
Según el censo de 2010, había 22.942 personas residiendo en Cloverleaf. La densidad de población era de 2.668,86 hab./km². De los 22.942 habitantes, Cloverleaf estaba compuesto por el 61.17% blancos, el 10.52% eran afroamericanos, el 0.9% eran amerindios, el 1.21% eran asiáticos, el 0.03% eran isleños del Pacífico, el 22.63% eran de otras razas y el 3.54% pertenecían a dos o más razas. Del total de la población el 68.15% eran hispanos o latinos de cualquier raza.

## Educación
El Distrito Escolar Independiente de Galena Park gestiona escuelas públicas.